# Farní sbor Českobratrské církve evangelické v Praze 1 – Nové Město
Farní sbor Českobratrské církve evangelické, seniorátu pražského, tak řečený „Kliment“. Sbor spravuje od roku 2017 farář David Balcar, laickým představitelem sboru je kurátor David Vilím. Sbor se sídlem v činžovním domě v Klimentské ul. koná služby boží v kostele sv. Klimenta v téže ulici. Služby boží koná pravidelně každou neděli v 9:30 hodin, sborové prostory poskytuje i Anglikánské církvi ke konání služeb božích v anglickém jazyce. V roce 2015 měl sbor 329 členů.

## Historie
Kostel byl roku 1784 odsvěcen a byl používán jako sýpka a skladiště. V srpnu roku 1850 kostel koupil evangelický farář Bedřich Vilém Košut za 27 500 zlatých, které získal sbírkou. Sbor byl původně kazatelskou stanicí reformovaného sboru Libiši (Poděbradský seniorát). Samostatným se stal roku 1846. Od 70. let 20. století sbor udržuje partnerskou spolupráci se sborem ve švýcarském Le Grand-Saconnex v Ženevském kantonu.

## Faráři od roku 1918
- Josef Souček
- Dr. František Bednář (1919–1927)
- T. B. Kašpar (1927–1931)
- Dr. Josef Křenek (1932–1939)
- Dr. Štěpán Šoltész (1940–1958)
- Jan Miřejovský (1958–1982)
- Jaroslav Čihák (1982–1988)
- Blahoslav Hájek (1988–2002)
- Eva Halamová (2002–2015)
- Pavel Dvořáček (2015-2017)
- David Balcar (od r. 2017)